# Манастир Фенек
Манастир Фенек је мушки манастир у Епархији сремског Српске православне цркве.
Манастир се налази у близини Јакова,  од Београда, некада општина Земун а сада Сурчин. Иако географски не припада Фрушкој гори постоји велика историјска повезаност са фрушкогорским манастирима. Манастирска црква посвећена је светој мученици Параскеви (празнује се 26. јула одн. 8. августа по новом календару). Преслава је Пренос моштију Свете Петке, који се слави на Свету мученицу Петку Римљанку (26. јула по старом, 8. августа по новом календару). Празник Пренос моштију Свете Петке се прославља од 1398. када су кнегиња Милица и деспотица Јефимија пренеле мошти Свете Петке у Србију.

## Историјат

### Стара црква (до 1793)
Не постоје поуздани подаци када је манастир саграђен. Могуће је да је на месту овог манастира деспот Стефан Лазаревић између 1404. и 1406. саградио цркву Три јерарха, као седиште београдских митрополита, те да су мошти Свете Петке пренете из Крушевца управо у овај манастир 1406/1407. Ако је ова идентификација тачна, манастир је био место почивања моштију Свете Петке до најкасније 1457. године, када тестамент Дубровчанина Вука Бобаљевића сведочи да су њене мошти биле унутар београдских зидина. Према предању које је пренео митрополит Вићентије Јовановић у извештају из 1775. године, манастир Фенек су, попут манастира Крушедола и Хопова, подигли епископ Максим Бранковић и мати му Ангелина. Манастир није убележен у тахрир-дефтеру насталом између 1545. и 1558, али је у сваком случају постојао пре 1563. године, када се (као манастир Свете Петке) помиње у минеју јеромонаха Захарија, који је откупила извесна Јагода из Београда.
Као и сви манастири унутар Сремског санџака, Фенек је плаћао одређени износ новца као замену за ушур, али је (за разлику од осталих манастира) плаћао и бадухаву. Захваљујући мерама које су провели шејх ул-ислам Ебусуд-ефендија и велики везир Мехмед-паша Соколовић, манастир је био приморан да 1566. године плати 3800 акчи, а редовни намети су му повећани. У тада писаном тахрир-дефтеру стоји да је манастир добио тапије на винограде, баште, ливаде, њиве, Дуге њиве, језеро поред манастира, место Курмадин и шуму у близини манастира. Монашкој заједници је одређено да уместо износа на ушур плаћа данак одсеком у износу од 300 акчи. У наредном тахрир-дефтеру данак одсеком увећан је на 600 акчи, да би у следећем био увећан на 700.
Од древности ту се налазило Четворојеванђеље манастира Фенека, из 1574. године, које је исписао јеромонах Орест, при еклисијарху Арсенију. У тој књизи постоји запис из 1586. године, по којем је тада игуман манастира био Георгије, а јеромонах Григорије.
Године 1688, током Великог турског рата, аустријске трупе заузеле су простор Срема. Десет година касније, Царска комисија на челу са грофом Карлом Карафом де Стиљано затражила је од групе сремских кнезова податке о њиховим селима. У тада састављеном извештају помиње се насеље Фенек, чији је кнез пријавио постојање 15 кућа са укупно 35 ожењених мушкараца. Не верујући кнезовима, комисија је послала генерала Јохана Кристијана Нема, који је известио да у насељу Фенек има 95 кућа. По Карловачком миру (1699) Фенек је остао на територији османске државе, све до Београдског мира (1718).
По налогу карловачког митрополита Вићентија Јовановића, 1733. године је његов егзарх Максим Ратковић пописао библиотеке сремских парохијских цркава и манастира Фенек. У манастиру је нађено 9 српских и 7 руских књига; међутим, 1753. године је број српских књига у манастиру пао на свега 4.
Ради побољшања стања писмености у манастирима, карловачки митрополит Павле Ненадовић је 1753. озаконио да у сваком манастиру један монах мора учити становнике Прњавора, али и друге монахе. Тако је у Фенеку одлучено јеромонах Василиј да будет духовник, такожде да обучајет монахе, слуге монастирске и дијаке, подобно и прњаворце, Молитви Господњој, Богородице Дево, Верују во јединаго Бога, и десет заповедеј, во кратце без толкованија.
Између 1776. и 1782. подигнут је звоник испред фенечког католикона, као и конаци. Године 1782. у манастиру је настала гравира Преподобна Параскева, на којој је уз светитељкину икону гравирано и светитељкино житије, те стварни тадашњи изглед манастира Фенек. Гравуру је наручио Константин Теодор Гадеша, Цинцар родом из Мосхопоља, који је живео у Новом Саду.
Од 1788. у манастиру је био смештен и војни магацин. Исте године, монаси из манастира Вољавча су прешли у манастир Фенек; са монасима је из Вољавче стигла и целокупна ризница, која је предата на реверс. Ове године је у манастир дошао и цар Јозеф II Хабзбуршки, који је у аудијенцији примио ваљевског кнеза Алексу Ненадовића.
Године 1791. манастир је продао један свој општи минеј цркви у Шапцу.

### Нова црква (од 1793)
Нова црква подигнута је у периоду 1793—1797. и освештана је за време игумана Викентија Ракића који је написао историју манастира. Манастирска капела посвећена св. Петки сазидана је 1800. на месту старе, над бунаром за који се верује да га је саградила Ангелина Бранковић. За ову воду се у народу веровало да има чудотворна лековита дејства.
У последњим данима септембра 1813. у земунски контумац прешли су србијански вожд Карађорђе Петровић, митрополит београдски Леонтије Ламбровић и руски изасланици Феодор Недоба и Спиридон Филиповић. После премишљања, вожд Карађорђе је ипак одлучио да прихвати предлог аустријске управе, и да издржи контумац у манастиру Фенек. У манастир је отишао са најстаријим сином Алексом, док је за жену и осталу децу молио да после контумаца буду премештени у Карловце или Каменицу. У истом контумацу до средине октобра боравили су и Младен Миловановић, Јаков Ненадовић, Сима Марковић и Лука Лазаревић, када су премештени у Голубинце. Крајем октобра, и Карађорђе је са сином пребачен у Голубинце.
У октобру 1813. Павле Хаџић, опуномоћеник карловачког митрополита Стефана Стратимировића и архимандрит Гргетега, је разматрао молбу студеничких монаха за пресељење монаха и ризнице. Студеница је 1805. похарана од стране Сулејман-паше Скопљака, и од тада је манастир фактички био пуст. Зато је архимандрит Павле Хаџић писао фенечком администратору Гедеону, распитујући се за могућност смештаја монаха и ризнице у овом манастиру. Већ 1. новембра група монаха је смештена у Фенек, док је остатак размештен по другим манастирима. Ризница је пренета у Фенек, а у цркву су пренете мошти Светог Стефана Првовенчаног. Приходи од донација ћивоту припали су монасима Студенице. У то време начињен је попис фенечке ризнице пре преноса, те студеничких ствари. Попис фенечких и један попис студеничких ствари изгорео је у Другом светском рату. Када су пописи урађени (2. новембра), за игумана је изабран монах Мелентије Никшић, док је за проигумана изабран дотадашњи игуман Вићентије Ракић. По Мелентијевом постављању за игумана је манастир постао стециште устаничке емиграције из Србије. Како су аустријске власти за целокупну игуманову делатност знале, одмах по избијању Другог српског устанка је донета одлука да се монаси Студенице морају иселити из Фенека (одлука је донета 10. јуна 1815, а они су кренули за манастир Каленић 28. децембра; игуман Мелентије је пребачен у манастир Беочин (да би убрзо прешао у Србију). Иако су ћивот и ризница Студенице отишли заједно са игуманом Мелентијем, неке ствари из студеничке ризнице остале су у Фенеку (попут једног студеничког јеванђеља).
У Првом светском рату манастир је запаљен и изгорео до темеља, након што су га аустроугарски војници оскрнавили, спашена је само икона св. Петке. Игуман Данило Брзаковић је осуђен на вешање пред преким судом али се од тога одустало и послан је у Загреб.
Новине су писале 1937. да манастир има комплекс од 1.000 катастарских јутара земље, која је узорно обрађена — игуман је још увек био Данило Брзаковић. Болесници су долазили из далека на дан манастирске славе, надајући се исцељењу.
Током Другог светског рата, манастир се налазио на територији коју је контролисала тзв. Независна Држава Хрватска. Целокупна непокретна имена манастира прешла је у власништво Завода за колонизацију НДХ. Манастир је 1942. године готово сасвим разорен.

## Братство
Софроније Стефановић је 1794. године игуман манастира. Викентије Ракић је био проигуман манастира око 1800. године. Објавио је 1799. године књигу о историји тог манастира. Гедеон Веселиновић био је 1809. године намесник манастирски. Године 1813—1814. у манастиру је живео архимандрит Мелентије Никшић. Теофил Ковачевић је био 1830. године игуман општежитељног манастира Фенека. Манастирско братство чинили су 1834. године калуђери: Герасим Аврамовић игуман (и 1843), Филимон Гргуревић намесник, Григорије Стојановић јерођакон и још три постриженика. Умро је 1857. године игуман фенечки Јанићије Поповић, родом из Титела, сестрић владике Лукијана Мушицког.

## Архитектура
Манастирски комплекс чине црква, капела, конак и економски део. Црква посвећена Св. Петки из 1797. године, доминира простором комплекса. Грађена је као једнобродна барокна грађевина са звоником над западним делом и мањом куполом над трансептом. Иконостас унутар цркве је из 1798. године и радио га је чувени дрворезбар из Новог Сада Аксентије Марковић.
Иконе су дело панчевачког сликара Петра Радосављевића из 1818. године, са карактеристичним класицистичким одликама. Фреске на зидовима, рад земунског сликара Димитрија Петровића из 1859. године, нису до данас очуване.
Конаци који се налазе у оквиру манастирског комплекса су с краја 18. и почетка 19. века. Према архивским списима постојали су знатно раније, али су временом разрушени и коришћени за градњу нових. У њима се чувала богата библиотека која је важила за једну од најзначајнијих библиотека фрушкогорских манастира, али је за време Првог светског рата у потпуности страдала, о чему сведоче записи доктора Арчибалда Рајса .
У непосредној близини цркве је и манастирска капела посвећена св. Петки. Сазидана је 1800. на месту старе, над бунаром за који се верује да га је саградила мати Ангелина Бранковић. За ову воду се у народу веровало да има чудотворна лековита дејства.

## „Златни крст”
Колико је манастирски посед био велики сведочи сачуван камен међаш, у народу познат као „Златни крст”, који се налази са десне стране пута који повезује Јаково и Бољевце, приближно 400 м након скретања за манастир Фенек. Царица Марија Терезија је 20. јануара 1743. године дала „привилегију” манастиру Фенек, којом му обезбеђује посед. Одмах затим је извршено омеђавање манастирског поседа. Камен међаш подигнут је 1747. године, заслугом Николе Марковића, а назив је добио по народном предању, по ком су Срби за време сеоба и ратова у 18. веку, прелазећи реку Саву журили да се домогну овог камена међаша, јер су на манастирском поседу налазили сигурност. Због тога споменик и носи име Златни крст — као симбол спасења.

## Споменик културе
У оквиру поседа Манастира Фенек и његове заштићене околине налазе се археолошка налазишта: Манастир Фенек (средњи век), Манастирски прњавор (позни средњи век) и Манастирске њиве (неолит).
Манастир је обнављан 1991. и сада је у потпуности обновљен. У њему је до 2006. било женско монаштво од три старије монахиње од којих је једна умрла Сестра Агрипина а преостале две су распоређене Мати Параскева у манастир Гргетег и игуманија Магдалина (Мркшић) у Радовашницу. Одлуком надлежних епископа сремског Василија и рашко-призренског Артемија у манастир је средином 2006. дошло ново мушко монаштво, Марко из Сопоћана и Макарије из Дечана. Од тада је посећеност манастира порасла и у току је обнова конака.
Слава манастира је Преподобна мати Параскева која се прославља 27. октобра, 7. августа је народни сабор.